# ロジスティード
ロジスティード株式会社（英: LOGISTEED, Ltd.）は、東京都中央区に本社を置く物流会社である。前身は株式会社日立物流（ひたちぶつりゅう、英: Hitachi Transport System, Ltd.）で、日立グループに属していた。春光会の会員企業であり、春光グループに属する。3PLで国内首位。

## 事業
主力の物流事業は『システム物流事業』と称し、単なる倉庫保管・輸送だけではなく、小売業・製造業に不可欠な物流システム全体を構築し運営を請け負う事業（サード・パーティー・ロジスティクス）を主力としている。このシステムに含まれるものは、運送・配送・保管の他、在庫・受発注等の情報管理、流通の際の加工等が含まれる。また、国際物流事業では上記に加え、通関手続、航空運送代理業なども行う。
この他、筆頭株主であった日立製作所の製造する特殊な製品、例えば発電プラントや車両等の重量品、原子力発電用核燃料、大型製品の運送及び美術品輸送等の特殊な運送なども行っている。
2024年3月期の売上構成は国内物流事業53%、国際物流事業45%、その他事業2%となっている。
同社の企業メッセージは「未知に挑む。物流は新領域へ：LOGISTEED」である。
親会社の物流業務を専門に行う子会社の物流企業は、親会社の経営状況によって自社の経営が左右される事や、親会社の業務をこなしていれば安定的な収入が望めるため、経営改善が積極的に進まないなどのマイナス面を抱えている。
最近では、「ロジスティクス」の概念が日本企業に普及したことにより、自社に物流子会社を持っていても、独立系の大手物流企業に業務を請負わせた方が場合によっては自社の物流子会社を利用するよりも、スケールメリットによるコストの低下と専門性を活かした高品質な物流管理が実現できるといった事例も出ている。
そこで同社は、かつて親会社であった日立製作所の物流業務を主体としつつも、業務で培ったノウハウをアピールし、他企業の物流業務を請け負うことに成功している。よく知られたものとして、アディダスジャパンや、提携先の福山通運と同様にイオングループの物流センターの物流・倉庫業務の請負がある。
現在では、かつての日立グループとしての位置付けよりも、企業向け物流事業における有力事業者としての評価が定着している。また、小口貨物輸送に関してのノウハウ不足を補うため、福山通運との提携により、大口・小口を問わず企業からの輸送業務を請負える体制を整えている。
2016年3月、SGホールディングス及び佐川急便と資本業務提携契約を締結。同年5月に親会社であった日立製作所がSGホールディングスに株式を譲渡し、両社の持分法適用関連会社となった。しかし、2020年9月、上記資本業務提携契約の見直し、SGホールディングスが保有する日立物流株式の一部を取得するとともに、日立物流が保有する佐川急便株式の全てをSGホールディングスに譲渡した。なお、経営統合に向けた協議は、 当面の間、検討を見送るとした。
2022年4月22日、一部報道によりアメリカの投資ファンドKKRが日立物流を買収すると報じられ、同月28日にTOBの実施によりKKRが日立物流を買収すると正式に発表した。
2024年2月15日、アセット・ライト戦略推進として、KKR傘下のKJRマネジメントが運用するJ-REITである産業ファンド投資法人や私募ファンドに対して、保有する国内33の物流センターを約2200億円で譲渡する不動産流動化の実施を発表した。

## 沿革
- 1950年（昭和25年）2月 - 日東運輸株式会社が設立。
- 1952年（昭和27年）12月 - （旧）日立運輸株式会社に商号変更。
- 1959年（昭和34年）8月7日 - 大和観光株式会社が設立。
- 1967年（昭和42年）11月 - 大和観光株式会社から商号変更した（旧）東京モノレールが（旧）日立運輸株式会社と西部日立運輸株式会社を合併し、日立運輸東京モノレール株式会社に商号変更。
- 1981年（昭和56年）
  - 4月 - 子会社として（新）東京モノレール株式会社を設立。
  - 5月 -（新）東京モノレール株式会社にモノレール事業を譲渡し、物流部門は（新）日立運輸株式会社に商号変更。
- 1985年（昭和60年）7月 - 株式会社日立物流に商号変更。
- 1989年（平成元年）1月 - 東京証券取引所2部上場。
- 1990年（平成2年）9月 - 東京証券取引所1部上場
- 1994年（平成6年）3月7日 - 本店を東京都渋谷区渋谷3丁目6-3から東京都江東区東陽7丁目2-18に移転。
- 2011年（平成23年）4月 - TOBにより株式会社バンテック（自動車部品物流大手）の株式を取得し、連結化[6]
- 2012年（平成24年）4月 - 
  - 日立電線よりマラソン部を譲受し、日立物流グループ陸上部（現在のロジスティード陸上部）が発足[7][8]。
  - 連結子会社である北海道日立物流サービス株式会社とダイレックス株式会社の合併、関東日立物流サービス株式会社とその子会社である昭島物流サービス株式会社の合併、関西日立物流サービス株式会社と中国日立物流サービス株式会社の合併を実施[9]。
- 2016年（平成28年）
  - 3月30日 - SGホールディングス及び佐川急便との資本業務提携契約を締結[10]。
  - 5月19日 - 日立製作所が当社株式の29%をSGホールディングスへ譲渡。日立製作所及びSGホールディングスの持分法適用関連会社となる[11]。
  - 5月20日 - 佐川急便株式の20%をSGホールディングスから譲受。同社を持分法適用関連会社とする[11]。
- 2017年（平成29年）8月16日 - 江東区東陽のサン・アンド・サンビルから中央区京橋に本社を移転。
- 2018年（平成30年）10月10日 - 株式会社エーアイテイーと資本・業務提携契約を締結[12][13]。
- 2019年（平成31年）3月1日 - エーアイテイー株式の20.07%を取得すると同時に、子会社の日新運輸株式会社株式を株式交換の形でエーアイテイーへ譲渡する予定[14][15][16]。
- 2020年（令和2年）
  - 9月25日 - 当社株式の一部をSGホールディングスから譲受[17]。
  - 9月29日 - 佐川急便株式の20%をSGホールディングスへ譲渡。当社との資本関係を解消[18]。
- 2022年（令和4年）
  - 4月28日 - コールバーグ・クラビス・ロバーツ傘下のHTSKホールディングス株式会社（現：ロジスティードホールディングス株式会社）の子会社であるHTSK株式会社による株式公開買付け実施を発表。筆頭株主の日立製作所は上場廃止後、自己株式取得に応じる。日立製作所はHTSKホールディングス株式会社の株式10%を保有している[19][20]。
  - 12月6日 - HTSK株式会社が株式公開買付けにより51.11%の株式を取得[21]。
- 2023年（令和5年）
  - 2月24日 - 東京証券取引所プライム市場上場廃止。
  - 2月28日 - 株式併合により株主がHTSK株式会社及び日立製作所のみとなる[22]。
  - 3月1日 - HTSK株式会社の完全子会社となる[23][2]。
  - 4月1日 - 商号を企業メッセージと同じロジスティード株式会社（LOGISTEED, Ltd.）（初代）に変更[24]。HTSK株式会社はロジスティードグループ株式会社に商号変更[2]。
- 2024年（令和6年）
  - 3月1日 - ロジスティードグループ株式会社がロジスティード株式会社（初代）の全事業を吸収分割にて承継し、ロジスティード株式会社（2代）に商号変更。ロジスティード株式会社（初代）はLマネジメント株式会社に商号変更。ロジスティード株式会社（2代）がLマネジメント株式会社の全株式をLDS合同会社へ譲渡[2]。
  - 10月11日 - 子会社のLDEC株式会社がアルプス物流に対して株式非公開化を目的とした株式公開買付け（TOB）を実施し[25]45.96%の株式を取得[26]。アルプス物流の筆頭株主であるアルプスアルパインがLDEC株式会社と同一内容の議決権を行使することに同意しているため、アルプス物流は子会社となった。

## 歴代社長
（注）日立運輸株式会社に商号変更後、ロジスティード株式会社（初代）まで
|   | 氏名       | 在任期間              | 出身校             |
| - | ---------- | --------------------- | ------------------ |
| 1 | 岩松茂輔   | 1981年5月 - 1983年6月 | 東京帝国大学法学部 |
| 2 | 嶋井澄     | 1983年6月 - 1988年6月 | 大阪大学工学部     |
| 3 | 小今井傓治 | 1988年6月 - 1994年6月 | 東京大学法学部     |
| 4 | 中久信     | 1994年6月 - 2000年6月 | 京都大学経済学部   |
| 5 | 福士英二   | 2000年6月 - 2003年4月 | 北海道大学工学部   |
| 6 | 山本博巳   | 2003年4月 - 2006年6月 | 山口大学経済学部   |
| 7 | 鈴木登夫   | 2006年6月 - 2013年6月 | 東京工業大学工学部 |
| 8 | 中谷康夫   | 2013年6月 - 2022年3月 | 法政大学工学部     |
| 9 | 髙木宏明   | 2022年4月 - 2024年2月 | 中央大学理工学部   |

## 関係会社
2024年3月末現在、連結子会社81社、持分法適用関連会社13社を持つ。かつて日立物流は東京モノレールの運行会社（その後は分社化し親会社）であったが、2002年に東日本旅客鉄道（JR東日本）へ売却した。
- ロジスティード東日本（東京都台東区）
- ロジスティード中部（名古屋市中区）
- ロジスティード西日本（大阪市此花区）
- ロジスティード九州（福岡県糟屋郡久山町）
- ロジスティード北日本（札幌市東区）
- ロジスティードコラボネクスト（東京都台東区）
- ロジスティードケミカル（東京都台東区）
- パレネット（横浜市神奈川区）
- ロジスティード東日本流通サービス（茨城県日立市）
- バンテック（横浜市西区）
- バンテックイースト（埼玉県比企郡滑川町）
- バンテックセントラル（横浜市神奈川区）
- バンテック九州（福岡県京都郡苅田町）
- 常盤海運（横浜市中区）
- ロジスティードエクスプレス（東京都中央区）
- ロジスティードKWE（東京都中央区）
- ロジスティードオートサービス（東京都台東区）
- ロジスティードソリューションズ（東京都中央区）
- アルプス物流（横浜市港北区）

## 不祥事
- 2021年11月29日 - グループ会社である日立物流西日本が所有する大阪市此花区の人工島、舞洲 (まいしま) の物流倉庫「GLP 舞洲 II」で30,000 m2が焼ける倉庫火災が発生。倉庫には医薬品や食品が保管されていた[36]。2022年1月15日、火災当時にこの倉庫で働いていた19歳の派遣社員が現住建造物等放火の疑いで逮捕された[37]。同年11月14日、東京地方裁判所は元派遣社員に懲役12年を言い渡した。この火災による財産的被害は少なくとも総額200億円にのぼるとされる[38]。
- 2022年12月6日 - グループ会社である日立物流西日本の元社員が、駅のホームの工事などに必要な作業員の数を水増しして工事代金、あわせて3億円余りをだまし取ったとして、元建設会社社長と共に詐欺の疑いで逮捕された。元社長は暴力団関係者とみられ、警察は、だまし取った金が暴力団側に流れた可能性もあるとみている[39]。